# Primal Carnage
Primal Carnage è un videogioco multiplayer sviluppato dalla software house indipendente Lukewarm Media e pubblicato dalla Reverb Publishing il 29 ottobre 2012. In questo videogioco un gruppo di dinosauri vengono ricreati artificialmente su un'isola deserta, ma riescono a fuggire e proliferare per l'isola e si alleano tra di loro per trionfare nella lotta contro gli umani. I giocatori possono scegliere se impersonare uno dei tanti dinosauri oppure prendere parte di un team di mercenari incaricati di sterminare i giganteschi rettili.
Nel 2014, è uscito un sequel del gioco intitolato Primal Carnage: Extinction, che offre nuove prospettive di gioco come: nuove mappe giocabili, nuove schermate di gioco, nuove skin per dinosauri e umani (molto più realistiche delle precedenti) e anche un nuovo dinosauro giocabile: l'Acrocanthosaurus.
Nel Marzo 2013, è stato annunciato il prequel del gioco che si chiamerà Primal Carnage: Genesis 

## Modalità di gioco
Carnage Primal è un videogioco multiplayer che contrappone una squadra di uomini armati contro un gruppo di feroci dinosauri predatori, in vari scenari di combattimento. Gli esseri umani sono controllati da una prospettiva in prima persona, mentre i dinosauri hanno una prospettiva in terza persona. Entrambe le squadre hanno cinque diverse classi, ciascuna con una serie unica di abilità e attrezzature che permette loro di riempire un ruolo particolare nella loro squadra.
Attualmente ci sono tre modalità di gioco: Team Deathmatch, dove uomini e dinosauri si affrontano per il maggior numero di uccisioni; "Get a Chopper", in cui gli esseri umani devono acquisire più punti su un percorso lineare per raggiungere il loro obiettivo finale, e " Capture the Egg "- in cui si devono recuperare delle uova di dinosauro in modo simile alla classica modalità di gioco capture the flag.

## Squadre e Classi

### Squadra dei Dinosauri
Gli attacchi della Squadra dei Dinosauri si basano principalmente su attacchi corpo a corpo. Tutti i membri della Squadra dei Dinosauri hanno come attacco principale l'attacco morso, ma in base al tipo di dinosauro scelto gli attacchi supplementari cambiano. Tutte le classi hanno una barra di "stamina", che si esaurisce quando si eseguono troppi sprint o salti. I giocatori che impersonano i dinosauri devono gestire con attenzione la loro stamina altrimenti saranno facilmente vulnerabili agli attacchi degli esseri umani (per fortuna però la barra si ricarica rapidamente). Tutte le classi inoltre posseggono anche una barra "salute" che indica la salute del dinosauro, se la barra si esaurisce il dinosauro muore. Per riacquistare salute, il giocatore nelle vesti di dinosauro deve uccidere e mangiare gli esseri umani con cui combatte, o mangiare una delle tante carcasse di Iguanodon/Parasaurolophus sparse per le mappe.
Attualmente nel gioco ci sono dieci specie di dinosauro giocabili, divisi in cinque Classi:
- Tyrannosaurus rex - Facente parte classe Tyrant, questo dinosauro possiede più punti saluti di qualsiasi altro dinosauro nel gioco. Il suo attacco principale è quello di mordere e inghiottire intero un uomo (come il T-rex di Jurassic Park) permettendogli anche di recuperare punti salute. Può inoltre uccidere i nemici solamente calpestandoli oppure, come attacco secondario, sbalzarli via agitando la coda dietro di sé.
- Spinosaurus - Altro dinosauro della classe Tyrant. Possiede gli stessi attacchi del T-rex ma ne differisce per l'attacco secondario che consiste in una mortale artigliata che scaglia lontano i nemici. È inoltre più veloce del T-rex, nel camminare e nel recuperare punti salute.
- Acrocanthosaurus - Nuovo dinosauro della classe Tyrant, introdotto in Primal Carnage: Extinction. Grosso modo i suoi attacchi sono gli stessi di quelli del T-rex, ma ne differenzia per le animazioni di morso e ruggito. È inoltre in grado di compiere una mossa speciale, in cui il dinosauro sbatte una zampa a terra, generando un'onda d'urto che spazza via tutti i nemici attorno a lui. Si distingue dagli altri dinosauri anche per un aspetto più realistico e particolari anatomici più dettagliati.
- Novaraptor - È un dinosauro della classe Assault. In realtà non si tratta di una vera e propria specie di dinosauro, ma un dinosauro immaginario creato dalla combinazione di diversi DNA di dromaeosauridi (anche se data la sua altezza somiglia moltissimo a uno Utahraptor) . Oltre al semplice attacco morso, questo dinosauro può balzare addosso ai nemici e colpirli con gli artigli, è inoltre il più veloce dinosauro del gioco, capace di compiere enormi balzi ed atterrare le vittime.
- Dilophosaurus - È un dinosauro della classe Ambush. Oltre ad avere dei normali attacchi di morso e artigliata, questo dinosauro può sputare veleno in faccia ai nemici da notevoli distanze causando una cecità temporanea (in maniera analoga al Dilophosaurus di Jurassic Park). Può inoltre avvelenare le sue vittime solamente mordendole. Quando si viene avvelenati dal Dilophosaurus, la visuale diventa offuscata e il giocatore comincia a barcollare.
- Pteranodon - È un rettile volante della classe Scout. Piuttosto lento a terra, lo Pteranodon quando vola diventa uno dei dinosauri più veloci e inafferrabili del gioco. Uno dei suoi attacchi principali è quello di ghermire i nemici con gli artigli per poi lasciarli cadere nel vuoto da grandi altezze, oppure colpirli con il lungo becco. Può inoltre segnalare la presenza di eventuali nemici grazie ad una speciale abilità; se si emette uno stridio con uno Pteranodon, le silhouette di tutti i personaggi del gioco saranno visibili anche attraverso gli ostacoli, per un breve periodo di tempo.
- Carnotaurus - È un dinosauro della classe Charger. Nonostante le modeste dimensioni, il Carnotaurus è un grande velocista. Il suo attacco principale è quello di caricare a testa bassa travolgendo tutto quello che incontra sul suo cammino. Il danno di tale attacco dipende dalla velocità dell'animale. Come per il Tyrannosaurus e per lo Spinosaurus anche il Carnotaurus può recuperare punti salute mangiando i suoi avversari.

Sono inoltre stati creati quattro nuovi dinosauri: Tupandactylus, Oviraptor e Cryolophosaurus, tuttavia sono semplicemente dei nuovi modelli in quanto i movimenti e gli attacchi sono gli stessi (rispettivamente) di Pteranodon, Novaraptor  e Dilophosaurus.

### Squadra Mercenari
Il vantaggio principale della Squadra dei Mercenari è l'utilizzo delle armi da fuoco, che danno loro la possibilità di infliggere danni a distanza. A causa delle avanzate capacità combattive dei dinosauri, gli esseri umani dipendono fortemente sulla cooperazione per sopravvivere. Tutte le classi umane possiedono almeno un'arma primaria, e hanno un attacco corpo a corpo quando le munizioni finiscono. I mercenari devono gestire con attenzione le munizioni, che vengono fornite in casse sparse per la mappa. Allo stesso modo, i mercenari possono guadagnare punti salute da casse sanitarie.
Ci sono 5 classi diverse nella Squadra Mercenari, e ciascuno possiede un carattere distinto:
- Commando - Un ex pilota militare disertato di nome Marcus Tyler. La sua arma principale è un rapido fucile d'assalto con allegato un M203. Il lanciagranate è l'arma più potente del gioco, ma può essere difficile mirare i bersagli in rapido movimento.
- Scientist - Anche chiamato "The Sniper" dai giocatori, di nome Moira Hart una ranger di una riserva di caccia in Botswana. La sua arma principale è un fucile da caccia, abbastanza potente da uccidere un Dilophosaurus con un solo proiettile. La sua arma secondaria è una piccola pistola tranquillante, che viene utilizzata per disorientare e diminuire la resistenza dei dinosauri.
- Pathfinder - Joseph Crane è un nativo americano molto abile come guida e nel seguire le tracce. La sua arma principale è un fucile a canna liscia. Quest'arma è molto potente da vicino, in grado di uccidere animali più piccoli in un solo colpo, ma diventa meno efficace a distanza. Porta sempre con sé, anche, cinque razzi di segnalazione, che bruciano per diversi secondi. Quando ciò avviene tutti i dinosauri nei dintorni avranno la visione offuscata.
- Trapper - Jackson Stone è un bracconiere australiano, armato con una pistola lancia reti ed è solito a tenere due pistole per mano. Queste due pistole condividono la stessa riserva di munizioni, ricaricate o messe via in modo indipendente. La pistola lancia reti bloccherà i dinosauri più piccoli per un breve periodo di tempo. I grandi dinosauri colpiti dalle reti non potranno usare temporaneamente il loro attacco morso. Il Trapper può inoltre usare un coltello da caccia per uccidere un dinosauro intrappolato in un solo colpo.
- Pyromanic - Angus McLaughlin è un taglialegna scozzese che combatte con un "flamesaw", un'arma mista tra un lanciafiamme e una motosega. Quest'arma non ha bisogno di essere ricaricata ma ha un limite di carburante da usare. I dinosauri colpiti dal lanciafiamme continueranno ad "andare a fuoco" ricevendo parecchi danni. La motosega è la più potente arma da mischia del gioco, con cui si possono abbattere molti dinosauri, tuttavia si surriscalda dopo un uso prolungato.

### Creature non giocabili
Gli sviluppatori di Primal Carnage avevano originariamente pensato di creare delle mappe in cui fossero presenti anche dinosauri non giocabili, non presenti all'atto del lancio.
Tuttavia è possibile intravedere un Brachiosaurus in lontananza in una delle mappe del gioco e in uno dei menu appaiono in primo piano dei Compsognathus. Anche l'Iguanodon e il Parasaurolophus potrebbero essere considerati dei dinosauri non giocabili in quanto nel gioco appaiono solo individui morti, con cui il giocatore nelle vesti di dinosauro può recuperare salute.
Durante lo sviluppo del gioco erano state annunciate varie creature, che sarebbero dovute apparire nel gioco come creature non giocabili, ma alla fine non sono mai apparse nel gioco. Alcune delle creature che dovevano apparire sono:
- Ankylosaurus
- Parasaurolophus
- Stegosaurus
- Triceratops
- Liopleurodon

Lo Spinosaurus era stato originariamente pensato come una creatura non giocabile, tuttavia è stato infine introdotto come dinosauro giocabile. Se non fosse stato reso giocabile, molto probabilmente non sarebbe mai stato presente nel gioco, come successo alle specie sopra menzionate.